# スーストン
スーストン （Soustons）は、フランス、ヌーヴェル＝アキテーヌ地域圏、ランド県のコミューン。

## 地理
マランサン地方のランドの森の中にあるコミューンで、同名のスーストン湖のほとりにある。コミューンに属するアルブレ港（スーストン＝プラージュと呼ばれる）の一部は、海水湖の南、隣接するコミューン、セニョスの北に位置している。監視付きの海水浴場が2か所ある。1つは海に、1つは海水湖にある。

## 由来
オック語での地名はSostonである。

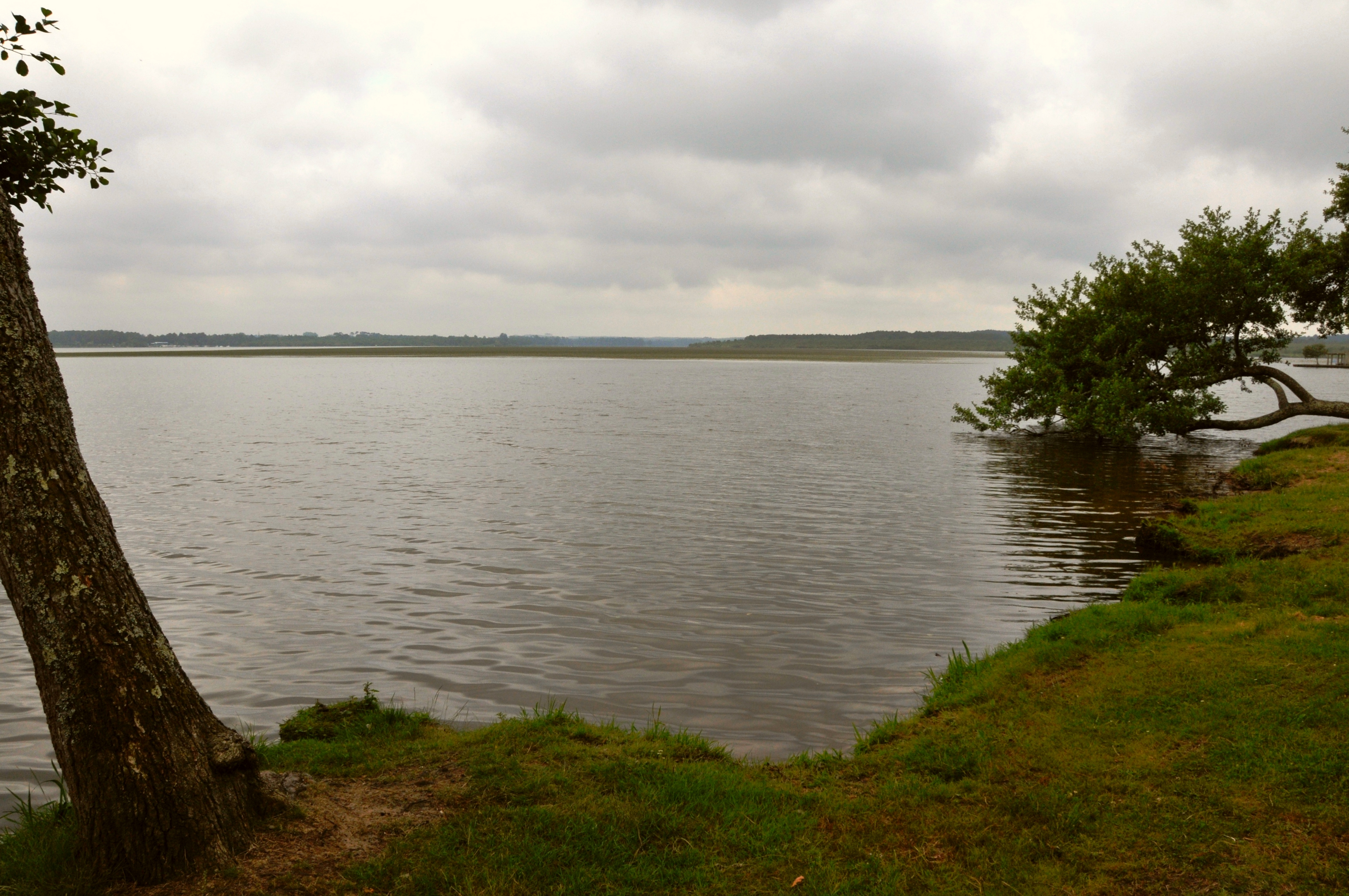
スーストン湖

地名は、ダクスの特許状台帳においてSanctus Petrus de Sostono sur le cartulaire de Daxと記載された。その後17世紀にはSostonまたはSoustonとなった。
いくつかの情報源によると、それはガスコーニュ語のsosta（牧草地）と同義語で、続いてベアルンとビゴールで使用される、小さな接尾辞の-onが付いた。おそらく、はるか昔の移牧する羊飼いらによってベアルンとビゴールに運ばれたのであろう。
英語のSouth townが語源であるという説は、古い形式でも専門家によっても支持されていない。確かに、アリエノール・ダキテーヌとイングランド王ヘンリー2世の結婚からカスティヨンの戦い（1453年）までは、アキテーヌ公国はイングランド王の宗主権下にあった。ガスコーニュで話されるオック語に、アングロサクソン語の言語学的影響はなかった。イングランドの高貴な人物に直接捧げられた2つのバスティッドの地名がある。アスタング（初代ヘイスティングズ男爵ジョン・ヘイスティングズ）、リブルヌ（ロジャー・ドゥ・レイバーン）である。イングランドの都市リンカーンの名はニコルに変換されたが、地名の創造はされなかった。なぜならイングランド人は十分な人数が定着せず、現地の言語や地名に影響を与えるほど長くいなかったからである。

## 人口統計
2017年時点のコミューンの人口は7877人で、2012年当時の人口より6.47%増加した。
| 1962年 | 1968年 | 1975年 | 1982年 | 1990年 | 1999年 | 2009年 | 2014年 | 2017年 |
| ------ | ------ | ------ | ------ | ------ | ------ | ------ | ------ | ------ |
| 4242   | 4522   | 5127   | 5102   | 5283   | 5743   | 7240   | 7611   | 7877   |

参照元:1962年から1999年までは複数コミューンに住所登録をする者の重複分を除いたもの。それ以降は当該コミューンの人口統計によるもの。1999年までEHESS/Cassini、2006年以降INSEE。

## 姉妹都市
- ユナング、フランス